# Ermita del Calvario (Ahín)
La ermita del Calvario de Ahín es un lugar de culto católico, datado del siglo XVIII, catalogado como Bien de Relevancia Local, según la Disposición Adicional Quinta de la Ley 5/2007, de 9 de febrero, de la Generalitat, de modificación de la Ley 4/1998, de 11 de junio, del Patrimonio Cultural Valenciano (DOCV Núm. 5.449 / 13/02/2007), con código de identificación: 12.06.002-001, y tipología: Edificio religioso- Ermita.

## Localización
La ermita del Calvario se sitúa a unos doscientos metros al sur del núcleo poblacional, dirección Barranco de la Caridad, y se accede a ella por la calle del Calvario, que aboca a una especie de sendero amurallado y rodeado de cipreses, cuyo final es el pequeño templo.
En una explanada rodeada de cipreses se ubican los casalicios que contienen las estaciones del Vía Crucis. También pueden contemplarse en la explanada los siete Dolores de María y el retablo de la Resurrección.

## Descripción
La ermita, que está dedicada al Cristo Crucificado, es un pequeño templo con porche en su parte delantera, formado por tres arcos de medio punto, los laterales más pequeños que el central, que tiene en la parte superior una especie de hornacina con dovelas de piedra, en la que se ha encajado la campana, y que hace las veces de espadaña.
En la explanada donde se encuentra el Vía Crucis y los Siete Dolores de María, está situado también el retablo del Cristo del Calvario. Se trata de un pequeño retablo (el cuadrado exterior, que es una cinta estrecha de color marrón, es de 40x40 cm; y está compuesto por cuatro azulejos de 20x20 cm.) de cerámica de Alcora, de La Muy Noble y Artística Cerámica de Alcora, S.A.
La escena que recoge el ceramista alcorense, sigue las pautas de colores y cánones dieciochescos de la antigua Real fábrica del Conde de Aranda de Alcora, y plasma el pasaje evangélico de la Resurrección de Jesús.
Como remate del mismo, en la esquina inferior derecha del espectador queda plasmada la marca de la fábrica y la firma del ceramista.
En su interior se conserva la imagen del Cristo Crucificado, que es objeto de procesión (se traslada al pueblo y luego se retorna a la ermita) durante las fiestas patronales de Ahín, que se celebran entre el 15 y el 18 de agosto.